# Tormenta tropical Allison (2001)
La tormenta tropical Allison fue una tormenta o ciclón tropical que devastó el sur de Texas (Estados Unidos) en la temporada de huracanes en el Atlántico en 2001. La tormenta Allison fue la primera de la temporada, y duró relativamente más que otras tormentas de junio puesto que duró 15 días. El ciclón se originó a partir de una onda tropical el 4 de junio en el golfo de México, y luego tocó tierra con las costas de Texas poco después. Cambió su rumbo hacia el norte, luego volvió a dirigirse hacia el sur y nuevamente entró en el golfo de México. La tormenta continuó en dirección estenoreste, tocando tierra con Luisiana y luego trasladándose a lo largo del sudeste de los Estados Unidos y Mid-Atlantic. Allison fue la primera tormenta tropical desde la tormenta tropical Frances (1998) en arrasar la costa de Texas.
La tormenta ocasionó gran cantidad de precipitaciones en su recorrido, sobrepasando las 40 pulgadas (1000 mm) en Texas. La peor inundación ocurrió en Houston, donde la tormenta ocasionó la mayor cantidad de estragos. Cerca de 30 000 personas quedaron sin habitación luego de que la inundación destruyera 2744 hogares. El centro de la ciudad de Houston estaba severamente inundado, causando graves daños a hospitales y comercios; 23 personas fallecieron en Texas. Durante todo su recorrido, Allison causó 6 050 000 000 millones de dólares en daños y 41 muertos. Además de Texas. Los lugares que también sufrieron gravemente a causa de la tormenta fueron Luisiana y Pensilvania.
Luego de la tormenta, el presidente George W. Bush declaró 75 condados en el recorrido de la tormenta Allison como áreas de desastre, lo que permitió pedir ayuda para los ciudadanos. 
El nombre Allison fue el primer nombre de tormenta tropical que fue retirado sin haber alcanzado el estatus de huracán. Fue retirado en el 2002 y no será utilizado nuevamente en el Atlántico. El nombre fue sustituido por Andrea en la temporada de 2007, en si Allison fue un reemplazo de Alicia un pequeño huracán de categoría 3 que arrasó a la pequeña ciudad de galveston en la inactiva en 1983, la otra tormenta tropical en ser retirado su nombre fue el de Erika del 2015 que también fue un reemplazo de Elena en 1985.

## Historia

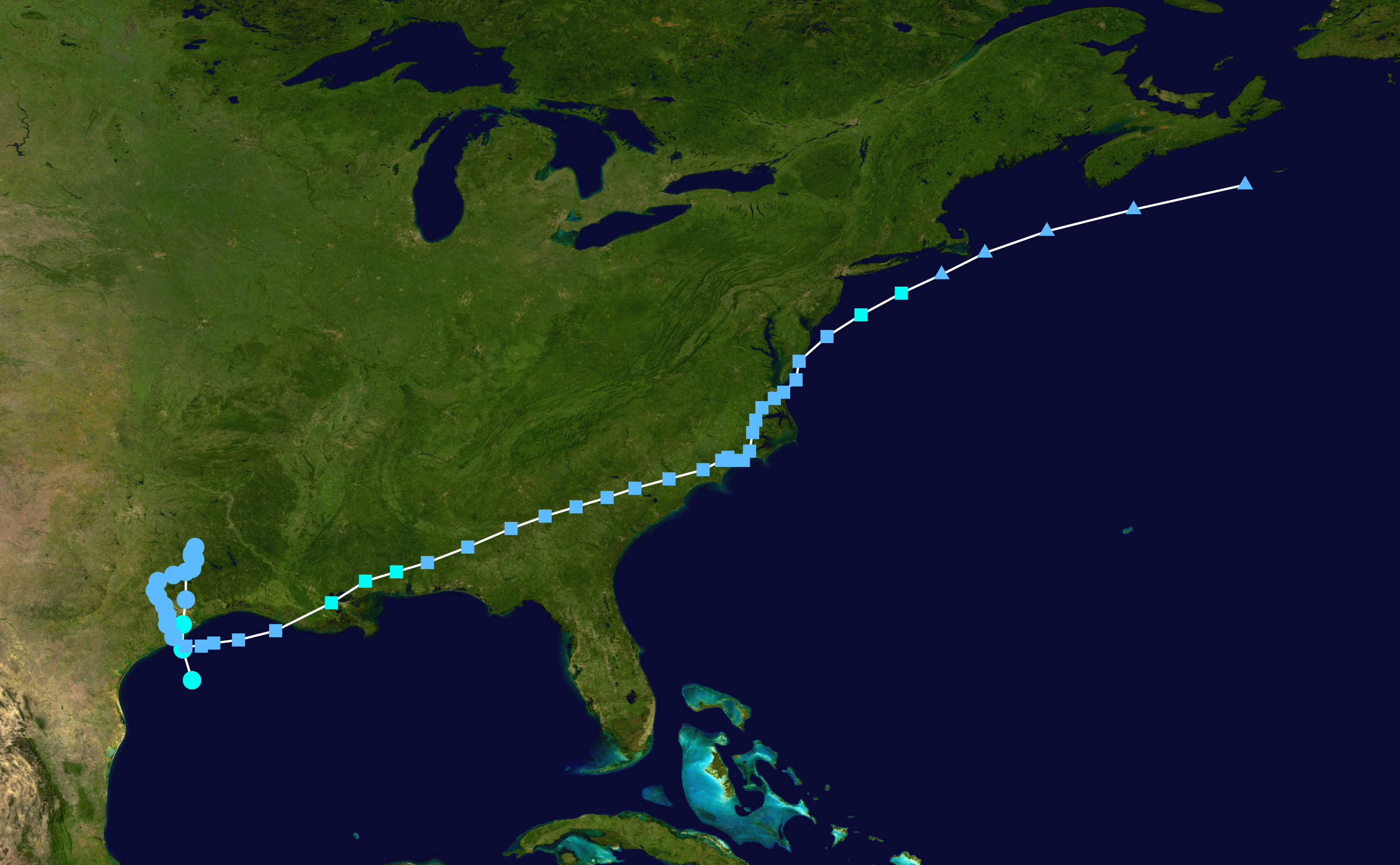
Recorrido de la tormenta Allison.

Una onda tropical se originó en la costa de África el 21 de mayo; se movió hacia el oeste cruzando el océano Atlántico. Luego de que pasara por Sudamérica y el sudoeste del mar Caribe, la onda ingresó en el Pacífico noreste el 1 de junio. Se desarrolló un nivel bajo de circulación el 2 de junio mientras se encontraba a 230 millas (370 km) al sudsudeste de Salina Cruz, México. Un flujo meridional forzó al sistema a dirigirse hacia el norte, y la onda penetró en el continente el 3 de junio. La circulación de bajo nivel se disipó, aunque la circulación media persistió. Emergió en el golfo de México el 4 de junio, y desarrolló gran convección en su parte este. El 5 de junio, la circulación media se extendió hacia la superficie y se manifestó en la tormenta tropical Allison estando a 140 millas (225 km) al sur de Galveston, Texas.

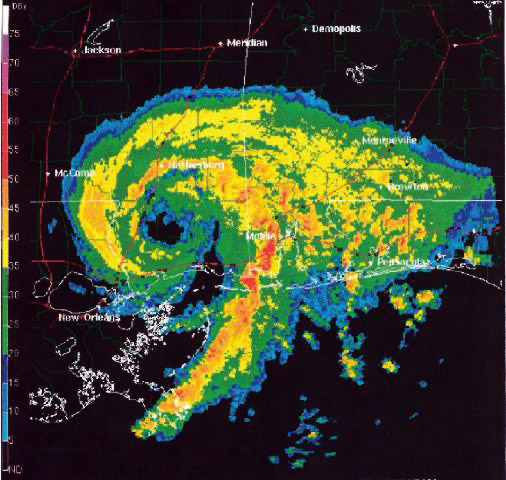
La tormenta tropical Allison con su ojo de huracán sobre Misisipi.

Inicialmente, Allison tenía características subtropicales con un nivel superior bajo al sudoeste de la circulación. A pesar de esto, la tormenta rápidamente cobró momentum alcanzando vientos de hasta 60 mph (95 km/h), aunque la fuerza de los vientos incrementaba a 230 millas (370 km) al este del centro. Allison se debilitó mientras se aproximaba a la costa de Texas, y colisionó el 5 de junio cerca de Freeport, Texas con vientos de 50 mph (80 km/h). La tormenta se debilitó rápidamente al tocar tierra, y el Centro Nacional de Huracanes de los Estados Unidos descontinuó sus avisos el 6 de junio. La depresión viró hacia el norte hasta llegar a Lufkin, Texas, donde entró en pérdida debido a un sistema de presiones alto en el norte. El 8 de junio, la depresión viró al sur, luego al sudoeste y el 10 de junio llegó nuevamente al golfo de México a tan solo 22 millas (35 km) al oeste de su localización original. Debido al aire seco, la tormenta se transformó en un ciclón subtropical. Mientras que la depresión subtropical se movía hacia el este, una nueva circulación baja se volvió a originar en el este, y Allison colisionó con Morgan City, Luisiana, el 11 de junio. Se originaron tormentas eléctricas nuevamente sobre la circulación, y Allison ganó fuerzas en una tormenta subtropical al sudeste de Luisiana.

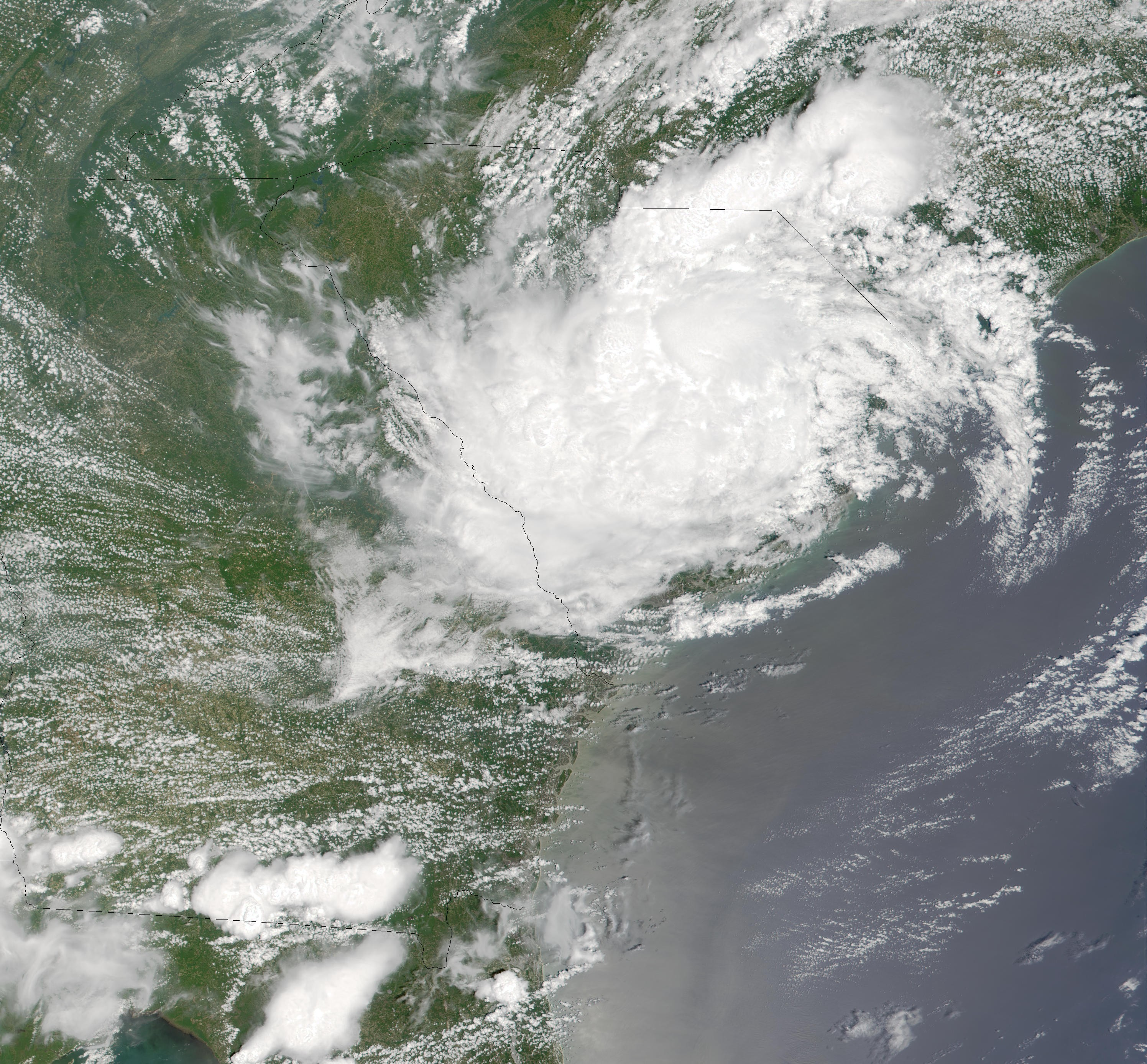
Allison sobre Carolina del Sur.

Allison ganó momentum y llegó a tener vientos de 45 mph (72 km/h). Sin embargo, Allison nuevamente se debilitó como una depresión tropical. La depresión se movió por Misisipi, Alabama, Georgia y Carolina del Sur antes de estacionarse prácticamente cerca de Wilmington, Carolina del Norte. Viró por el estado, y aceleró hacia el noreste en respuesta a un frente frío que se aproximaba. Allison llegó al océano Atlántico el 17 de junio, y se intensificó como una tormenta subtropical a través de procesos baroclínicos. Allison se hizo extratropical cuando estaba al sur de Long Island el 18 de junio, y fue absorbido por el frente frío el 19 de junio.

## Preparativos
Poco después de que la tormenta se formara, funcionarios en Galveston, Texas, comenzaron una evacuación voluntaria hacia el extremo oeste de la Isla Galveston. Esto se debió a que se temía una inundación en la costa, ya que el área no estaba protegida por el muro marítimo de Galveston. El ferry de la isla a la península Bolívar fue cerrado, mientras que se hacían más evacuaciones voluntarias en Surfside, en el Condado de Brazoria. También se sugirieron evacuaciones voluntarias en Sabine Pass, en el Condado de Jefferson, aunque fueron pocas. Además, cuando el Centro Nacional de Huracanes dio el primer aviso para Allison, los oficiales dieron advertencias de tormenta tropical desde Sargent, Texas a Morgan City, Luisiana, tan solo tres horas antes de que los vientos de la tormenta se pudieran sentir.
Luego de que la tormenta tocó tierra, se dieron advertencias de inundaciones relámpago en varias áreas del este de Texas. Adicionalmente, el gobierno desaconsejó viajar debido al peligro de inundaciones.
Durante las inundaciones, el Servicio Climatológico Nacional en Houston dio 99 advertencias de inundaciones relámpago con un tiempo de ventaja de aproximadamente 40 minutos. Además, solo hubo nueve advertencias que fueron falsas alarmas. Con una ventaja de un tiempo promedio de 24 minutos, el Servicio Climatológico Nacional en Lake Charles, Luisiana, dio 47 advertencias del mismo tipo, de las cuales solo once fueron falsas alarmas. Una inundación ocurrió fuera de un área de advertencias. Con un tiempo de ventaja promedio de 39 minutos, el Servicio Climátológico Nacional en Nueva Orleans dio 87 advertencias del mismo tipo, de las cuales 30 también fueron falsas alarmas. Adicionalmente, hubo cinco inundaciones relámpago no cubiertas en el área de advertencia.
En Tallahassee, una ciudad en Florida, se abrió un refugió con un equipo de 12 personas un día antes de que Allison se moviera hacia el norte a través del área. Otros dos refugios fueron puestos en alerta. Equipos informaron a los ciudadanos de peligros de inundación.

## Impacto
| Área        | Defunciones |
| ----------- | ----------- |
| Texas       | 23          |
| Luisiana    | 1           |
| Misisipi    | 1           |
| Florida     | 8           |
| Virginia    | 1           |
| Pensilvania | 7           |
| Total       | 41          |

La tormenta tropical Allison fue un desastre que causó inundaciones a todo lo largo del estado de Texas y el Mid-Atlantic. La peor inundación tuvo lugar en Houston, Texas, donde hubo cerca de 35 pulgadas (890 mm) precipitaciones. Allison causó la muerte de 41 personas, 27 de las cuales murieron a causa de ahogamiento. La tormenta también causó daños que costaron más de cinco mil millones de dólares (USD 2001, 6,05 mil millones USD 2006), haciendo a Allison el ciclón tropical con la mayor cantidad de muertes y daños y con estatus de tormenta tropical.

### Texas
Allison hizo contacto con la tierra en forma de una gran tormenta. Combinada con ondas del superior, las áreas de las Islas Galveston experimentaron una pared de agua de ocho pies (2.5 m) de altura. La tormenta causó vientos superiores a 45 mph (69 km/h) en Galveston pier. Mientras Allison se estancaba en Texas, precipitaron cerca de 9,77 pulgadas (248 mm) de lluvia en Galveston, 12,13 pulgadas (308 mm) en Jamaica Beach (Texas), y otros totales similares en la costa. Se reportó una erosión mínima de la playa.
El impacto también fue mínimo cerca de la costa.
Mientras se trasladaba hacia el norte por Texas como una depresión tropical mínima, Allison produjo ráfagas leves de viento. Poco después de tocar tierra, la tormenta originó un tornado en Manvel, Texas, que causó daño a un hogar. Luego de horas después de que hubo tocado tierra, la cantidad de precipitaciones usuales aproximaban entre 8 y 12 pulgadas (200 a 300 mm) en Galveston y Harris County. Las inundaciones continuaron por días, resultando la pluviosidad en el estado en una cantidad sobre las 40 pulgadas (1033 mm) en el noroeste de Jefferson County. En el Puerto de Houston se reportaron un total de 36,99 pulgadas (940 mm).

Houston experimentó precipitaciones torrenciales en un lapso corto de tiempo. Precipitaron 6,3 pulgadas (160 mm) de lluvia en tan solo una hora, mientras que cayeron 28,5 pulgadas (724 mm) en un lapso de 12 horas. La precipitación duró seis días y resultó en 38,6 pulgadas (980 mm) de lluvia caída. Dos tercios de los pantanos y riachuelos en Harris County desbordaron e inundaron el área. Houston, que normalmente recibe 46.07 pulgadas (1170 mm) de precipitaciones al año, experimentó 37,5 % del total en tan solo los primeros nueve días de junio.
El diluvio inundó cerca de 95 000 automóviles y 73 000 casas en Harris County. La tormenta tropical Allison destruyó 2744 hogares, dejando a más de 30 000 deshabitados con daños residenciales que superaban los 1,76 mil millones de dólares (USD 2001, 1,94 USD 2006).
Varios hospitales en el Centro Médico de Texas, el complejo médico más grande en el mundo, sufrió graves daños por parte de la tormenta. El personal del hospital se vio forzado a evacuar a miles de pacientes. La mayor parte de los hospitales no tenían energía, por lo que se debió aplicar RCP a los pacientes que necesitaban asistencia para respirar. La Universidad de Medicina de Baylor sufrió daños mayores que llegaron a los 495 millones de dólares en gastos (USD 2001, 547 millones USD 2006). La escuela médica perdió 90 000 investigaciones de animales, 60 000 muestras de tumores y data de investigación de más de 25 años. La Universidad de Texas perdió miles de animales de laboratorio, incluyendo ratones genéticamente específicos de gran valor; se perdieron décadas de investigación. Varias facilidades, como el ciclotrón, fueron completamente destruidas. En el Centro Médico, el daño se estimó en dos mil millones de dólares (USD 2001, 2,2 mil millones USD 2006). Varios se reabreron funcionalmente luego de un mes, aunque se tardó hasta que estuvieran operacionales completamente.
El sistema subterráneo de túneles, que conecta a la mayoría de las oficinas más grandes en el centro de Houston, fue sumergido en agua. En el Theatre District, también en el centro, la Houston Symphony, la Houston Opera y Alley Theater perdieron millones de dólares en vestuario, instrumentos musicales, y otros artefactos. Las estaciones de radio locales hicieron un cubrimiento que duró toda la noche del 8 de junio. El 9 de junio, al menos todo camino o ruta mayor en la ciudad se encontraba sumergido en varios pies de agua, forzando a cientos de conductores a abandonar sus vehículos. Se filmaron camiones de 9 ejes flotando en las autopistas.
A pesar de las inundaciones masivas y el daño total, no hubo muertes por ahogamiento en las casas y hogares inundados. En Texas, hubo 12 muertes conduciendo, seis que caminaban, tres electrocutados y uno en un elevador. Adicionalmente, falleció un hombre mientras nadaba en una zanja de Mauriceville. El daño total llegó a los 5,2 mil millones de dólares (USD 2001, 5,7 mil millones USD 2006) en Texas.
A pesar de que las inundaciones de Allison fueron extremas, no fue un incidente sin precedentes. La tormenta tropical Amelia de 1978 dejó cerca de 46 pulgadas (1170 mm) de precipitaciones en Bluff, Texas, que permanece como el récord de mayor cantidad de lluvia para una tormenta singular en el estado de Texas. Adicionalmente, la tormenta tropical Claudette de 1979 y un huracán en 1921 produjeron precipitaciones totales de sobre 40 pulgadas (1015 mm).

### Luisiana

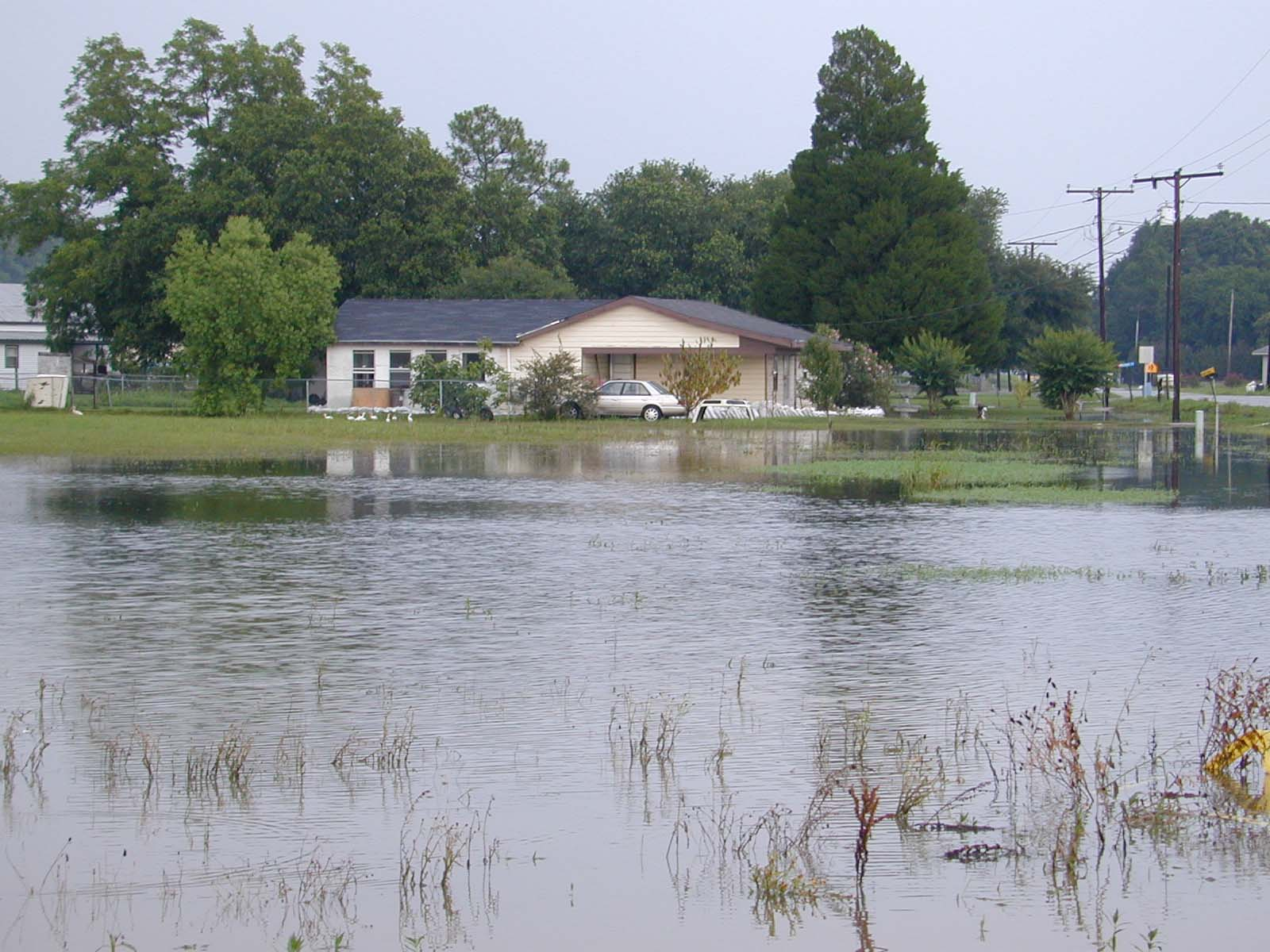
Inundación en Chackbay, Luisiana.

Cuando Allison hizo su primer contacto con tierra, la tormenta descargó una gran cantidad de lluvias en el sudoeste de Luisiana. Días más tarde, la tormenta descargó más diluvios en el área en la forma de ciclón subtropical. El total de precipitaciones alcanzó las 29,86 pulgadas (758 mm) en Thibodaux, la mayor cantidad de lluvia desde la anterior tormenta tropical Allison, que ocurrió en 1989. Una gran parte del sudeste del estado experimentó 10 pulgadas (255 mm) de precipitaciones. Los vientos eran en promedio leves, llegando a las 38 pmph (85 km/h) en Bay Gardene. Mientras se trasladaba hacia el norte por Texas, Allison provocó un tornado de escala F1 cerca de Zachary, dañando varios árboles y la red eléctrica. Un hombre resultó muerto a causa del tornado.
Las numerosas lluvias de Allison inundaron hogares y negocios. Ráfagas de viento menores causaron daños menores en el tejado de 10 causas en Cameron Parish, mientras que se inundó en gran medida la Autopista 82 de Luisiana. Cuando los sistemas se restablecieron provisoriamente, precipitó nuevamente inundando cerca de 1000 hogares en Saint Tammany Parish, Luisiana, 80 en Saint Bernard Parish, y cientos más en el resto del estado. Las inundaciones forzaron a abandonar sus hogares a cerca de 1800 residentes en East Baton Rouge Parish.; el diluvio hizo que cientos de rutas fueran intransitables. El Bogue Falaya Rive en Covington duplicó su caudal llegando casi a niveles récord. Los ríos Amite y Comité llegaron a sus mayores caudales desde 1983. Adicionalmente, el dique en Bayou Manchac cedió causando que se inundaran rutas y hogares. Los daños en Luisiana se estimaron en alrededor de 65 millones de dólares (USD 2001, 72 millones USD 2006).

### Sudeste de Estados Unidos

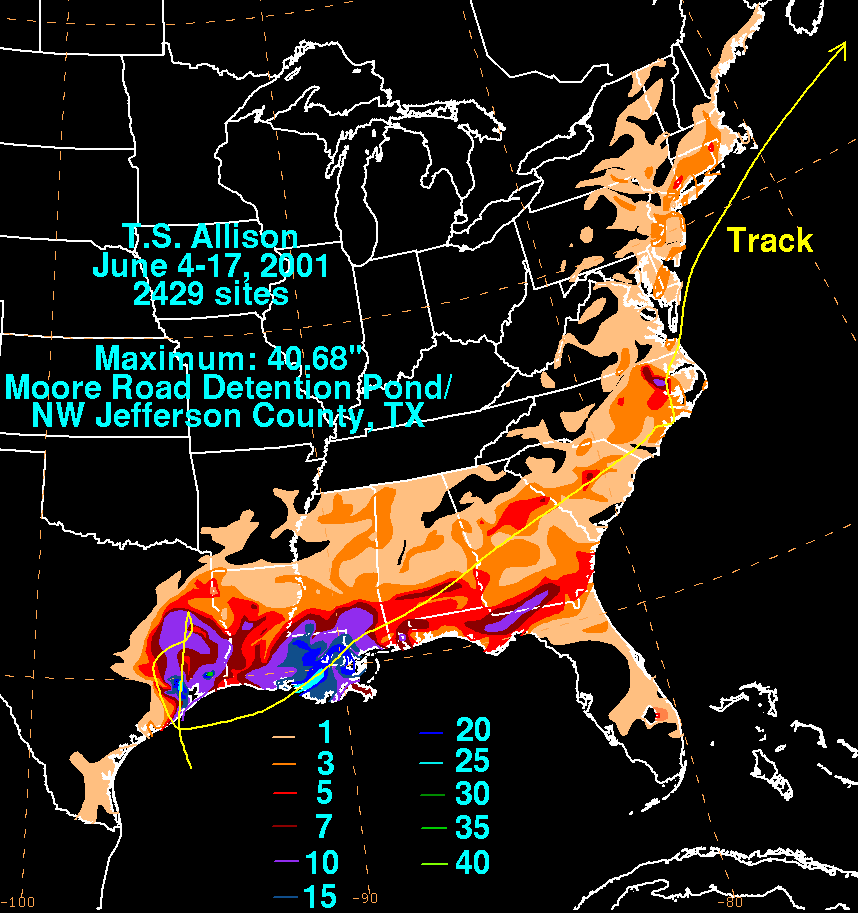
Total de precipitaciones de 'Allison'.

En Misisipi, Allison causó diluvios que llegaron a medirse en 10 pulgadas (225 mm) en una noche, mientras que algunas áreas en la zona sudoeste del estado recibieron sobre 15 pulgadas (380 mm). Las inundaciones dañaron numerosos hogares e inundaron varias vías de transporte. Allison produjo cuatro tornados en el estado, incluyendo uno en Gulfort, Misisipi que dañó casas. En el condado de George, las tormentas eléctricas dañaron 15 hogares, destruyeron 10 e hirieron a cinco personas. El daño en Misisipi se estimó en más de un millón de dólares (USD 2001, 1,1 millón USD 2006).
Las precipitaciones en Alabama fueron más moderadas, siendo áreas en Mobile que experimentaron lluvias de 10 pulgadas (255 mm). Algunos diluvios causaron el cierre de varias rutas en condado de Crenshaw.
La tormenta, combinada con una gran presión, produjo inundaciones en el sur de Alabama. Allison produjo un tornado F0 en el sudeste de Mobile que causó daños mínimos, y otro tornado F0 en el Condado de Covington que causó también daños mínimos a seis hogares y una iglesia.
La tormenta combinada con el sistema de presiones altas produjo una gradiente de presión, que resultó en corrientes fuertes en la costa de Florida. Las corrientes activaron las alarmas que normalmente se utilizan para advertencias de tormenta en Pensacola Beach. La corriente hizo fallecer a 5 en la costa de Florida. La tormenta además hizo precipitar cerca de 11 pulgadas (280 mm) en Florida Panhale durante un lapso de un día. El Aeropuerto Regional Tallahasse midió cerca de 10,13 pulgadas (257 mm) en un lapso de 24 horas, así rompiendo en antiguo récord durante un mismo lapso tomado en 1969. Allison destruyó 10 hogares y dañó 599, 195 severamente, primordialmente en el Condado de Leon. Incluyendo las muertes por las corrientes, Allison causó la muerte de ocho personas en Florida y causó daños estimados en 20 millones de dólares (USD 2001, 22 millones USD 2006).
La tormenta también causó diluvios de 10 pulgadas (255 mm) en el Estado de Georgia. Este causó que los ríos se desbordaran, incluyendo el río Occole en Milledgevile que sobrepasó los 33,7 pies (10,3 m) de profundidad. La lluvia, que fue más seria en la zona sudoeste del estado, causó la inundación de varias rutas. El gobernador de Georgia, Roy Barnes, declaró un estado de emergencia para siete condados en el estado.
La tormenta también originó dos tornados. En Carolina del Sur, Allison produjo 10 tornados y varias "nubes embudo", aunque causó daños mínimos y causó cortes de energía.
Allison trajo de 12 a 16 pulgadas (305 a 406 mm) de precipitaciones en Carolina del Norte, haciendo que casi todas las rutas tuviesen que ser cerradas en Martin County y dañó 25 hogares.
Las lluvias inundaron un puente en el este de Halifax County. and flooded numerous cars. La lluvia también ocasionó nueve accidentes de tráfico en el estado.

### Mid-Atlantic y Noreste de Estados Unidos

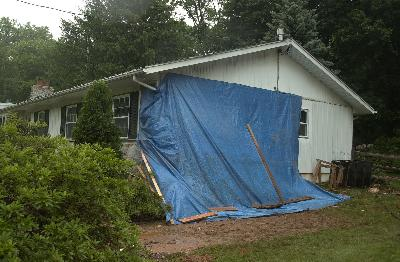
Daño por inundaciones en Pensilvania.

En Virginia, Allison produjo precipitaciones más leves; las regiones sudeste y centro experimentaron 3 pulgadas (76 mm) de lluvia. Un árbol en un suelo saturado en agua cayó matando a una persona. Allison también produjo un tornado en la región. Washington D. C. tuvo precipitaciones moderadas, llegando a un total de 2,59 pulgadas (66 mm) en Georgetown. En Maryland, las precipitaciones de la depresión tropical Allison llegaron a las 7,5 pulgadas (190 mm) en Denton, haciendo que se cerraran once rutas y que se inundaran levemente otras 41. La costa este de Maryland solo tuvo precipitaciones de una a dos pulgadas (25 a 50 mm). Los daños fueron menores, y no se reportaron muertes. En Delaware, la tormenta produjo lluvias moderadas, llegando a las 4,2 pulgadas (106 mm) en Greenwood. No se reportó ningún daño.
Allison, en combinación con una frente que se aproximaba, causó diluvios en el sudeste de Pensilvania, llegando a un total de 10,17 pulgadas (258 mm) en Chalfont y sobre tres pulgadas (76 mm) en Filadelfia. La lluvia hizo que los ríos aumentaran su caudal. La lluvia causó que cayeran varios árboles y que se cortara la energía, lo que dejó a 70 000 personas sin energía eléctrica durante la tormenta. La lluvia destruyó 241 hogares y dañó otros 1386. Cientos de personas se vieron forzadas a ser rescatadas de estructuras dañadas por las inundaciones. Un escape de gas ocasionó una explosión que mató a seis personas. Adicionalmente, un hombre se ahogó en su vehículo en un río. El daño en Pensilvania llegó a totales de 215 millones de dólares (USD 2001, 237 USD 2006).
En Nueva Jersey, la tormenta produjo diluvios que llegaron a un total de 8,1 pulgadas (205 mm) en Tuckerton. Las lluvias también causaron el desborde de ríos, incluyendo el ramal norte del río Metedeconk en Lakewood que llegó a los ocho pies (2,5 m). La inundación, severa en varios lugares, hizo que se cerraran varias rutas, incluyendo autopistas estatales. Las ráfagas de viento llegaron a 44 mph (71 km/h) en Atlantic City, razón por la cual cayeron varios árboles y centrales de energía, dejando a 13 000 personas sin electricidad. Muchas personas tuvieron que ser rescatadas de las aguas, pero no ocurrieron muertes en el estado. El daño total fue mínimo.
La tormenta tropical Allison causó inundaciones relámpago en el Estado de Nueva York, causando precipitaciones de 3 pulgadas (75 mm) en tan solo una hora en varios lugares y llegando a las 5,73 pulgadas (146 mm) en Granite Springs. La lluvia también causó que varios ríos se desbordaran, incluyendo al río Mahwah que llegó a los 3,79 pies (1 m). Las precipitaciones ocasionadas por Allison dañaron 24 hogares y varios comercios, mientras que las inundaciones causaron el cierre de varias autopistas en el área de la ciudad de Nueva York. El daño total fue leve, y no ocurrió ninguna fatalidad por Allison en Nueva York. Similarmente, las precipitaciones en Connecticut llegaron a las 7,2 pulgadas (183 mm) en Pomfret, haciendo que se cerraran varias rutas y daños menores a varios hogares. El río Yantic en Yantic llegó a los 11,1 pies (3,4 m), mientras que una ruta estatal fue cerrada cuando un dique privado en Hampton cedió por el diluvio. En Rhode Island, Allison ocasionó precipitaciones que llegaron a las 7,1 pulgadas (180 mm) en North Smithfield y dañando varios hogares.
Una tormenta eléctrica en las bandas externas de Allison produjo un tornado de escala F1 en Worcester, Middlesex en Massachusetts, impactando sobre 100 árboles y dañando una caso y un campado. Un/a Microburst en Leominster y otra en Shirley dañaron varios árboles. Los rayos de la tormenta afectaron a dos casas, causando daños significantes pero solo en ese lugar. Allison produjo precipitaciones moderadas en el resto del estado, promediando de 3 a 5 pulgadas (75 a 125 mm). La lluvia causó problemas en el sistema de drenaje y transporte. Los daños en Massachusetts llegaron a 400 000 dólares (USD 2001, 440 000 USD 2006).

## Secuelas
Luego de que pasaran semanas del desastre, el Presidente de los Estados Unidos, George W. Bush, declaró 28 condado en Texas, Luisiana meridional, el sur de Misisipi, el noroeste de Florida, y el sudeste de Pensilvania como zonas de desastres. Las declaraciones afectaron a miles de ciudadanos que recibieron ayuda humanitaria, refugios temporales, reconstrucción de sus hogares, etc. La Agencia Federal para el Manejo de Emergencias (FEMA) también financió en un 75 % la limpieza de escombros, los servicios de emergencia relacionados al desastre, y reparando o restituyendo estructuras públicas como rutas, puentes y utilidades.

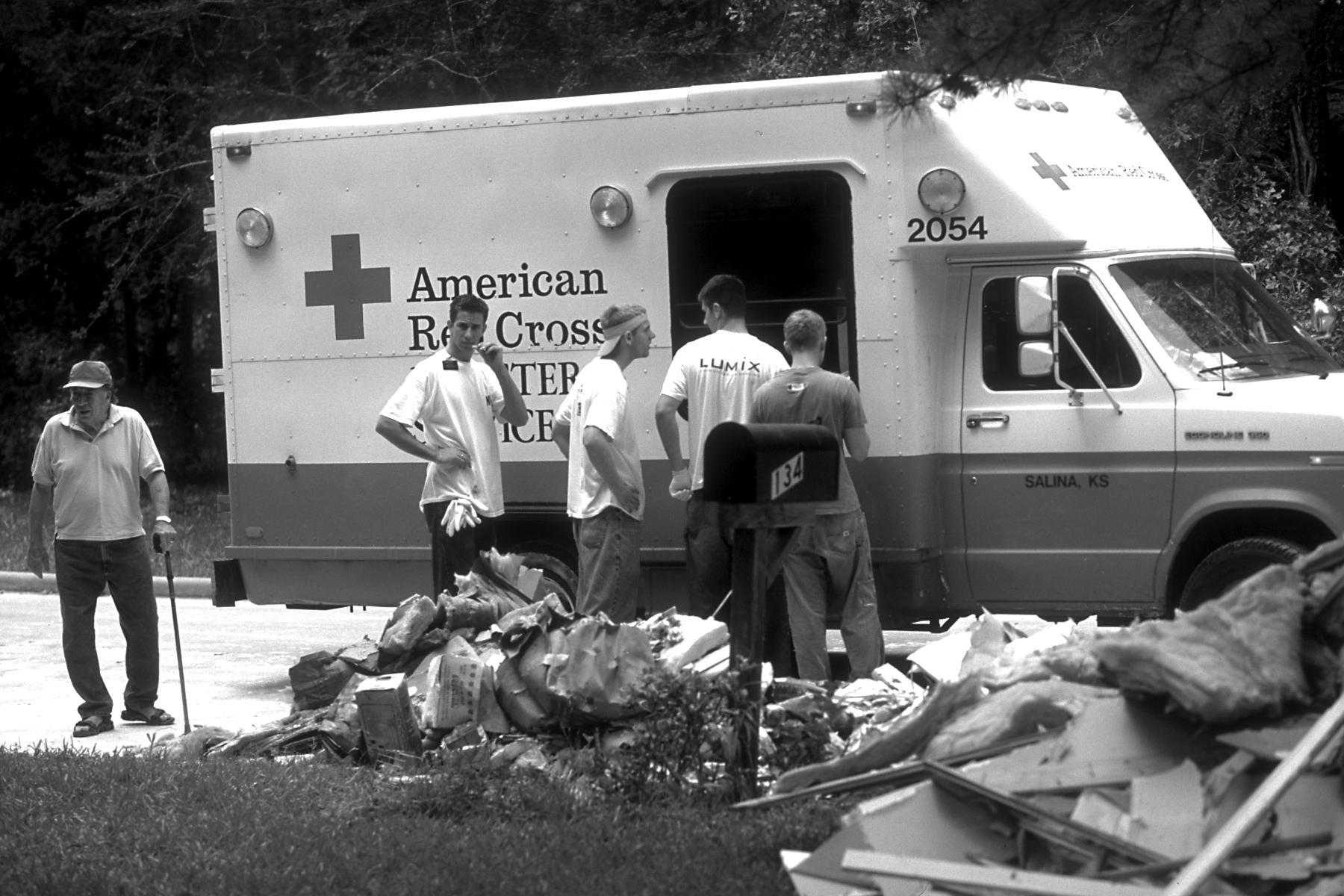
La Cruz Roja estadounidense colaboró en la emergencia también.

Pocas semanas luego de Allison, la FEMA abrió 6 centros de ayuda en el sudeste de Texas, que dio información de recuperación a aquellos que se enlistaban para asistencia en el desastre. La Cruz Roja estadounidense y el Ejército de Salvación abrieron 48 refugios ante la extrema necesidad de las personas que habían perdido sus hogares. Debido al gran daño en los hospitales de Houston, el equipo del Servicio de Salud Pública de los Estados Unidos instalaron un hospital temporal en la Academia Policíaca de Houston. El equipo de 87 profesionales ayudó a más de 1000 pacientes heridos por Allison.
El retiro de escombros, que fue al principio lento, luego fue agilizado por la FEMA. La FEMA dio un 75 % de los costos federales para la limpieza 35 servicios voluntarios ayudaron, además, a víctimas de las inundaciones en Texas, incluyendo alimento, ropa y voluntario para reparar los hogares.

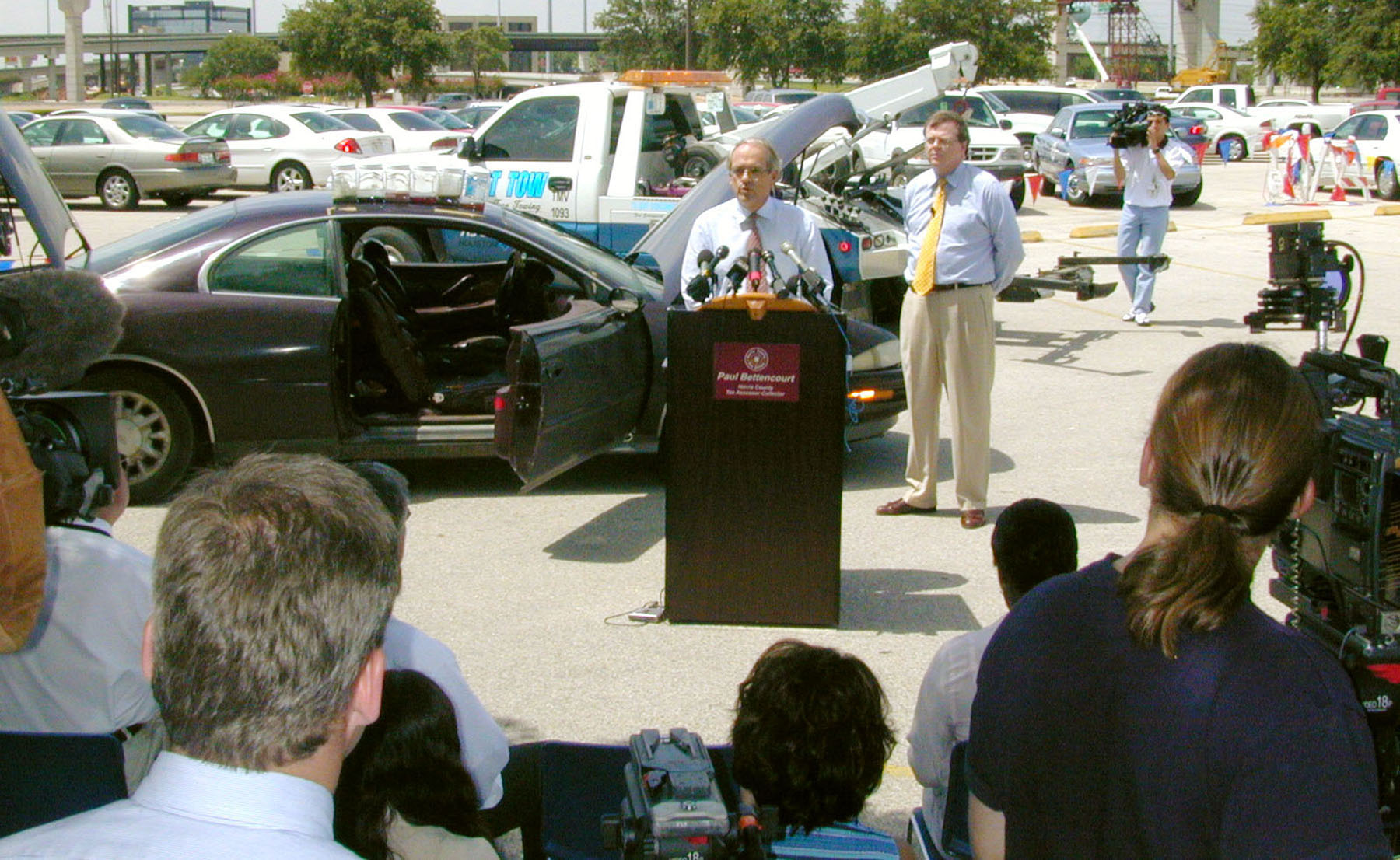
Un oficial del Departamento de Transporte de Texas advirtió el daño a los vehículos.

Luego de que aproximadamente 50 000 automóviles fueran arrasados por las inundaciones, muchas personas trataron de vender sus vehículos en el país sin decir la historia de tal. Luego de las inundaciones, siguió una plaga de mosquitos, aunque el problema fue moderado por el gobierno. Oficiales de la salud recomendaron desinfectar sus pozos pivados con lavandina debido a la posible gran contaminación que trajeron las inundaciones. Debido a la alta demanda, los contratistas y proveedores aumentaron sus precios considerablemente en servicios y productos de construcción.
Luego de seis meses de que hubiese pasado la tormenta, cerca de 120 000 ciudadanos de Texas pidieron ayuda federal, que resultó en 1,05 mil millones de dólares (USD 2001, 1,16 mil millones USD 2006). El 17 % de aquellos fondos fueron gastados en hogares temporales.
Como en Texas, una plaga de mosquitos ocurrió en Luisiana. Los pesticidas fueron limitados, sin embargo, a aquellos que eran aceptados por la Agencia de Protección Ambiental y el Servicio de Pesca y Vida Silvestre de los Estados Unidos. Oficiales de la FEMA advirtieron sobre los peligros de las inundaciones, incluyendo moho, mildiu y bacteria.
Luego de tres meses de que hubiese pasado la tormenta, poco menos de 100 000 ciudadanos de Luisiana pidieron ayuda federal, llegando a los 110 millones de dólares (USD 2001, 188 millones USD 2005). 25 millones de dólares (USD 2001, 28 millones USD 2006) del total fue destinado a préstamos para comercios, mientras que ocho millones adicionales fueron para la asistencia pública de comunidades. Más de 750 víctimas de las inundaciones en Florida pidieron ayuda gubernamental, llegando a los 1,29 millones de dólares (USD 2001, 1,4 millones USD 2006).
En Pensilvania, 1679 víctimas de las inundaciones se aplicaron para ayuda federal, llegando a un total de 11,5 millones de dólares (USD 2001, 12,7 millones USD 2005). 3,4 millones de dólares (USD 2001, 3,7 millones USD 2005) del total fue a fin de reemplazar el puente de tren en Sandy Run Creek en Fort Washington, Pensilvania.